# Tormenta geomagnética

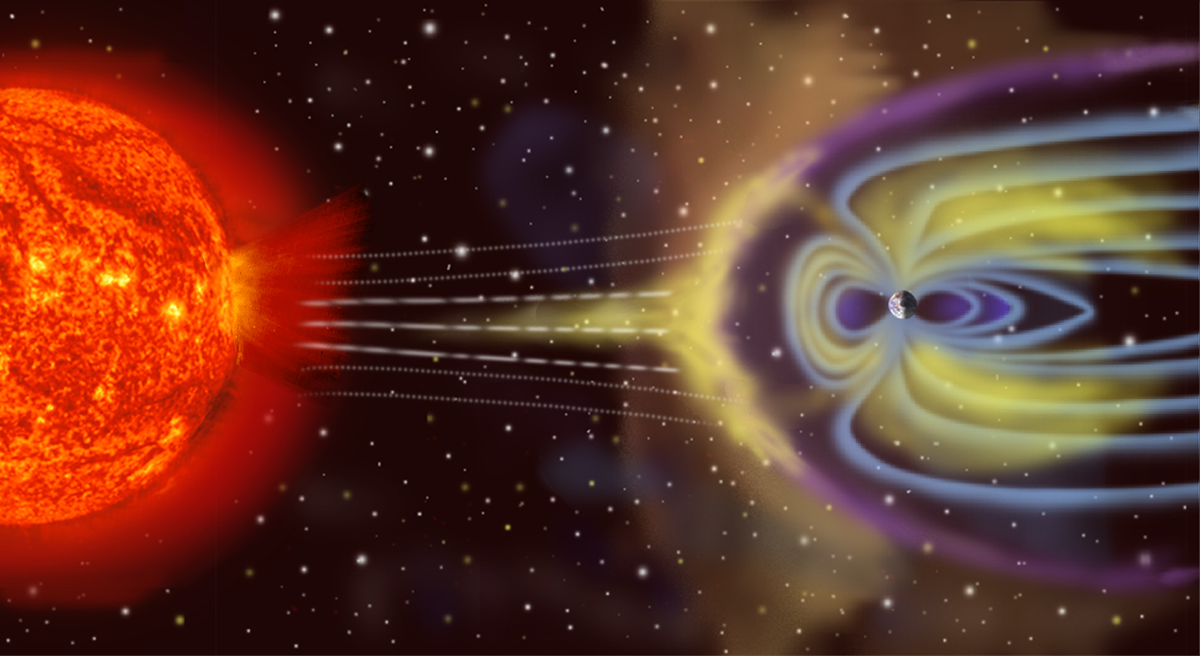
Representación artística de partículas solares interactuando con la magnetosfera terrestre

Una tormenta geomagnética, también llamada tormenta solar, es una perturbación temporal de la magnetósfera terrestre que puede ser causada por una onda de choque de viento solar o una eyección de masa coronal (CME, por sus siglas en inglés) que interactúa con el campo magnético terrestre. El incremento en la presión del viento solar inicialmente comprime la magnetósfera. El campo magnético del viento solar interactúa con el campo magnético de la Tierra y transfiere la energía a la magnetosfera. Ambas interacciones causan un incremento en el movimiento del plasma a través de la magnetósfera (conducido por campos eléctricos incrementados dentro de la magnetósfera) y un incremento en la corriente eléctrica en la magnetosfera e ionosfera. La presión del viento solar sobre la magnetosfera aumentará o disminuirá en función de la actividad solar.
Durante la fase principal de la tormenta geomagnética, la corriente eléctrica en la magnetosfera crea una fuerza magnética que empuja la frontera entre la magnetosfera y el viento solar. El disturbio en el medio interplanetario que guía la tormenta puede deberse a una eyección de masa coronal o a una corriente de alta velocidad (región de interacción co-rotante; CIR, por sus siglas en inglés) del viento solar, un agujero coronal o una llamarada solar, originado este disturbio en una región de la superficie del Sol con un campo magnético débil. La frecuencia de tormentas geomagnéticas incrementa y decrementa con el ciclo de las manchas solares. Las tormentas por CME son más comunes durante el máximo del ciclo solar, mientras que las tormentas por CIR son más comunes durante el mínimo del ciclo solar.
Varios fenómenos del clima espacial tienden a ser asociados con o son causados por tormentas geomagnéticas. Estos incluyen: eventos de partículas energéticas solares (SEP, por sus siglas en inglés), corrientes inducidas geomagnéticamente (GIC, por sus siglas en inglés), disturbios en la ionosfera que causan problemas en la radio y los radares, trastornos de la navegación por compás magnético y muestras de la aurora a latitudes mucho más bajas de lo normal. Los efectos de este fenómeno se sienten en la Tierra aproximadamente 52 horas después y pueden durar 24, 48 horas o varios días. Solo se perciben en la Tierra si la onda de choque está dirigida hacia la Tierra.  

## Historia de las investigaciones
En 1931, Sydney Chapman y Vincenzo C. A. Ferraro escribieron un artículo, «A new theory of magnetic storms» («Una nueva teoría de tormentas magnéticas»), que buscaba explicar el fenómeno. Argumentaron que siempre que el Sol emite una llamarada solar también emite una nube de plasma, ahora conocida como una eyección de masa coronal. Este plasma viajaría a tal velocidad que alcanzaría a la Tierra dentro de 113 días, aunque ahora se sabe que este viaje toma de 1 a 5 días. La nube entonces comprime el campo magnético de la Tierra e incrementa el campo en la superficie terrestre.

## Etapas

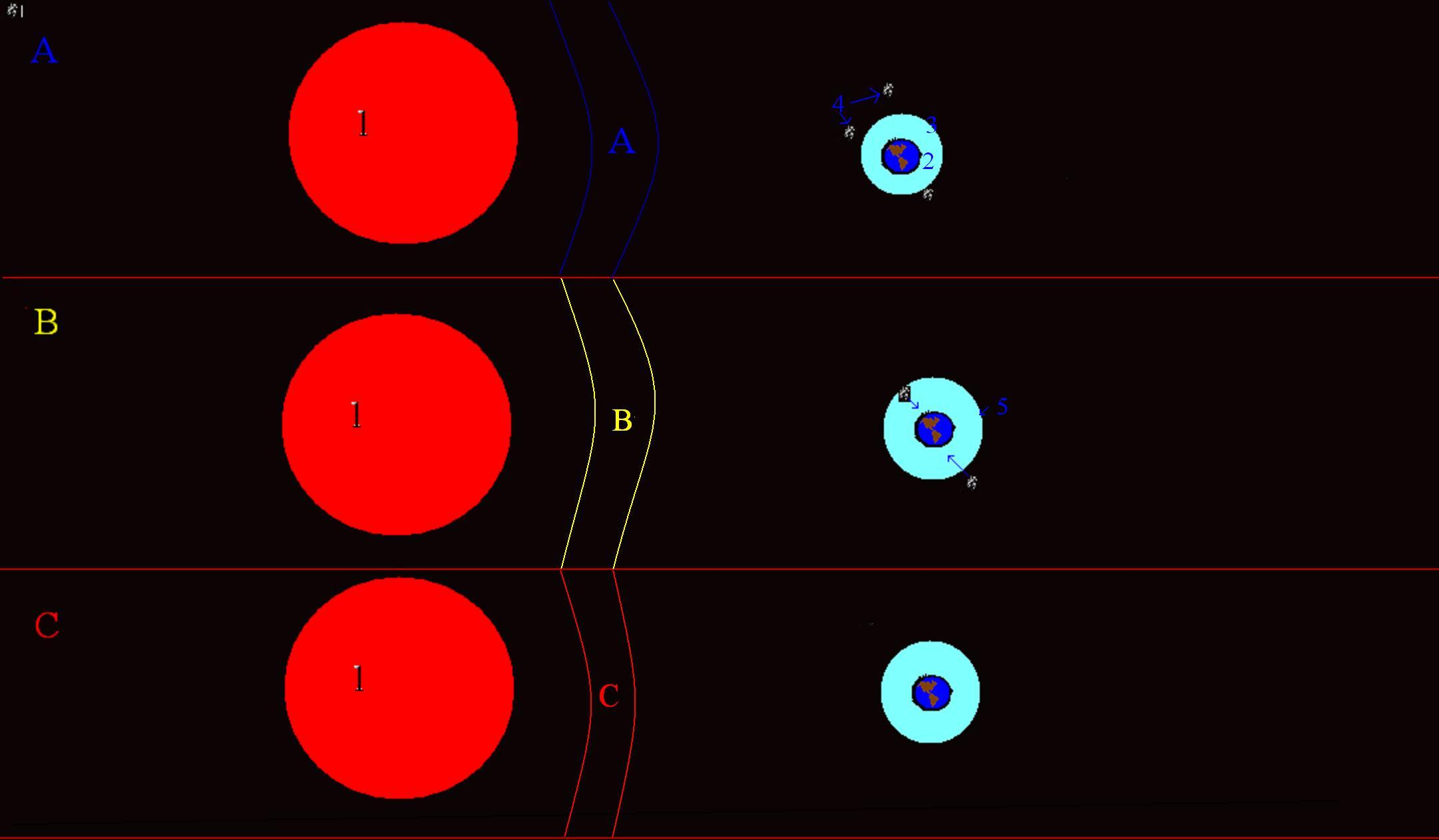
Etapas de una tormenta solar: A es la erupción solar, B es la tormenta de radiación y C es la CME. Leyenda numérica: CUADRO A: 1-Sol, 2-la Tierra, 3-atmósfera terrestre, 4-satélites; CUADRO B: 5-atmósfera después de la erupción solar; CUADRO C: (sin leyenda numérica)

- 1.ª etapa - Erupción solar: Ocurre en la superficie del Sol; su origen se debe al fenómeno de reconexión magnética, el cual ocurre sobre las regiones activas.
- 2.ª etapa - Fulguración solar: Durante una erupción solar, se libera una gran cantidad de radiación electromagnética en todo el espectro, desde rayos gamma hasta ondas de radio. La radiación viaja a través del medio interplanetario y choca con la Tierra en alrededor de 8 minutos.
- 3.ª etapa - Eyección de masa coronal (en inglés, CME): Después de la fulguración solar, en algunas ocasiones, se impulsa una nube de plasma o eyección de masa coronal y, en el caso de que la eyección se dirija hacia la Tierra y dependiendo de la orientación de su propio campo magnético, esta puede dañar satélites, transformadores eléctricos y las radiocomunicaciones.

## Efectos sobre la salud
Las tormentas solares, generadas por eyecciones de masa coronal (CME) y radiación solar, pueden interactuar con el campo magnético terrestre, causando tormentas geomagnéticas que afectan tanto la tecnología como, potencialmente, la salud humana. Aunque la atmósfera protege a la mayoría de las personas de los efectos directos, existen implicaciones indirectas y riesgos específicos para ciertos grupos. https
Radiación ionizante
Durante tormentas solares intensas, la radiación ionizante puede alcanzar niveles peligrosos, especialmente para astronautas y personas en vuelos a gran altitud. Este tipo de radiación tiene el potencial de alterar el ADN y causar daños celulares. Sin embargo, en la superficie terrestre, la atmósfera y el campo magnético brindan protección adecuada
Síntomas fisiológicos temporales
Algunos estudios han señalado una posible correlación entre las tormentas geomagnéticas y síntomas como dolores de cabeza, palpitaciones, cambios en el estado de ánimo y confusión mental. Aunque estos efectos suelen ser leves y de corta duración, aún no hay consenso científico definitivo al respecto.
Efectos psicológicos y accidentes
Investigaciones realizadas en Rusia y Polonia sugieren que la actividad geomagnética podría influir en un aumento de accidentes automovilísticos y problemas de concentración. No obstante, estas correlaciones no prueban una relación causal directa.
Monitoreo y prevención
Instituciones como la NASA y el Laboratorio Nacional de Clima Espacial (LANCE) de la UNAM monitorean estos fenómenos en tiempo real para mitigar riesgos tecnológicos y prevenir posibles efectos indirectos en la salud humana. La información recopilada permite proteger infraestructuras críticas como redes eléctricas y satélites, cuyo funcionamiento afecta aspectos esenciales de la vida moderna.

## Tormentas registradas
Una de las primeras tormentas registradas, y también la más fuerte registrada en la historia fue la tormenta solar de 1859. Avistada por primera vez por Richard Carrington, tuvo registros de fallas en la comunicación y auroras polares en el polo sur, polo norte, América Central y Europa.
En 1989, una tormenta geomagnética energizó corrientes inducidas por la tierra que perturbaron la red de distribución eléctrica de la mayor parte de la provincia de Quebec y provocó auroras incluso hasta Texas. Este fenómeno se repitió por última vez el 10 de mayo del 2024, provocando auroras que alcanzaron el norte de México.